# Sexx Laws
«Sexx Laws» (с англ. — «Законы секса») — ведущий сингл американского музыканта Бека из его седьмого студийного альбома Midnite Vultures. Был выпущен в октябре 1999 года на лейбле Geffen Records.
В 2014 году журнал New Musical Express поставил эту песня на 261-е место в своём списке «500 величайших песен всех времён». По статистике, Бек исполнял её на концертах более 300 раз.

## Тематика песни
По словам Бека: 
Текст — моё высмеивание нелепости укоренившихся идей о том, что может делать мужчина, а что — женщина. Бо́льшая часть соул-музыки базируется на мужественности и силе, но в ней также есть и ярко выраженная чувствительная сторона. Таким образом, вы имеете мужественную внешность мачо и, в то же время, эмоциональная открытость, которая также свойственна женщинам. Я хотел, повеселиться с этой темой, немного увеличив контраст и стараясь при этом не погрязнуть в моральных ценностях и всякой психочуши.

Также автор высказался о музыкальной составляющей: 
Мой основной интерес в использовании духовых был связан с желанием более интересного результата, так как множество музыки строится на тяжёлых гитарных риффах. Я искал другие пути для получения этой „музыкальной мышцы“. Многие группы полагаются исключительно на гитары, чтобы накачать звук, но я подумал, что было бы интереснее добавить вместо них трубы. Я думаю, на звук песни повлияли Лос-Анджелес Рэмс. Я болел за них в детстве, и эта духовая секция просто напомнила мне о футбольных матчах в понедельник вечером 1978-го.

## Музыкально видео
Музыкальное видео, снятое самим Беком, отчасти является данью уважения фильму «Мистер Свобода». В клипе снялся музыкант Джек Блэк, в качестве члена мужского собрания «Vision Warrior Men’s Circle», наряду с Нилом Штраусом и Джастином Мелдал-Йонсеном. Существует несколько версий видео. Оригинал (когда-то размещенный на веб-сайте Бека) длится более 18 минут и имеет расширенное вступление мужского собрания. Последующие версии имели отредактированное вступление и окончание, из них была удалена длинная речь персонажа Джека Блэка во время собрания.

## Список композиций
| CD1 1. «Sexx Laws» — 3:38 2. «Salt in the Wound» — 3:24 3. «Sexx Laws» (Wizeguyz Remix) — 6:03 CD2 1. «Sexx Laws» — 3:38 2. «This Is My Crew» — 3:55 3. «Sexx Laws» (Malibu Remix) — 6:51 | 7" 1. «Sexx Laws» — 3:38 2. «Salt in the Wound» — 3:24 12" 1. «Sexx Laws» — 3:38 2. «Sexx Laws» (Malibu Remix) — 6:51 3. «Salt in the Wound» — 3:24 4. «Sexx Laws» (Wizeguyz Remix) — 6:03 |

## Чарты
| Чарт (1999)                       | Высшая позиция |
| --------------------------------- | -------------- |
| UK Singles Chart                  | 27             |
| US Modern Rock Tracks (Billboard) | 21             |